# De Dion-Bouton Type FR
Der De Dion-Bouton Type FR ist ein Lkw-Modell aus der Zeit während des Ersten Weltkriegs. Hersteller war De Dion-Bouton aus Frankreich.

## Beschreibung
Als Bauzeit ist 1914 bis mindestens 1917 überliefert.
Das Fahrzeug hat einen Vierzylindermotor. 100 mm Bohrung und 140 mm Hub ergeben 4398 cm³ Hubraum. Damit war er damals in Frankreich mit 20 Cheval fiscal (Steuer-PS) eingestuft. Die Motorleistung war mit 32 PS bei 1400 bis 1500/min angegeben.
Der Motor ist vorne im Fahrgestell eingebaut. Er treibt über ein Vierganggetriebe und eine Kardanwelle die Hinterachse an. Eine Bremse wirkt auf die Hinterräder, eine andere auf das Getriebe. Vorderradbremsen gibt es nicht. Der Tankinhalt betrug 145 Liter.
Der Radstand beträgt 4100 mm. Für die Spurweite sind vorne 1660 mm und hinten 1603 mm angegeben. Das Fahrzeug ist vorne 2040 mm und hinten 1961 mm breit. Die Fahrzeuglänge beträgt 6630 mm und die Fahrzeughöhe 4100 mm. Das Fahrgestell wiegt 2660 kg. Die Nutzlast beträgt 3500 kg. Als Wendekreisradius sind 7,2 m angegeben. An der Hinterachse befindet sich Doppelbereifung.
Ein Fahrzeug wurde restauriert und unternahm 2011 eine Fernfahrt auf den Spuren des Ersten Weltkriegs.